# Хаммам-Васель
Хаммам-Васель (араб. حمام واصل) — місто в Сирії. Знаходиться в провінції Тартус, у районі Баніяс. Є центром однойменної нохії. Розташоване за 17 км на схід від Баніяса.
| Сирія | Це незавершена стаття з географії Сирії. Ви можете допомогти проєкту, виправивши або дописавши її. |